# «Esa mala fama...»
«Esa mala fama...» (título original en francés «Cette mauvaise réputation...») es un libro de Guy Debord publicado en noviembre de 1993 por la editorial francesa Gallimard. Fue traducido al español en 2011 por la editorial Pepitas de calabaza.
En este libro, Guy Debord responde a los ataques mediáticos que recibió entre 1988 y 1992. Es el último libro que publicó en vida.